# República Dominicana nos Jogos Pan-Americanos de 2011
República Dominicana participou dos Jogos Pan-Americanos de 2011, realizados na cidade de Guadalajara, no México.

## Medalhas
| Atleta              | Esporte              | Prova                     | Medalha |
| ------------------- | -------------------- | ------------------------- | ------- |
| Juan Ramírez Beltre | Lutas                | Livre Até 55 kg masculino | Ouro    |
| Yuderquis Contreras | Levantamento de peso | Até 53 kg feminino        | Ouro    |

## Desempenho

### Badminton
| Atleta            | Evento               | 1ª fase                                    | 2ª fase                                   | Oitavas de final                       | Quartas de final       | Semifinais             | Final                  | Pos.        |
| Atleta            | Evento               | Adversário e resultado                     | Adversário e resultado                    | Adversário e resultado                 | Adversário e resultado | Adversário e resultado | Adversário e resultado | Pos.        |
| ----------------- | -------------------- | ------------------------------------------ | ----------------------------------------- | -------------------------------------- | ---------------------- | ---------------------- | ---------------------- | ----------- |
| Alberto Raposo    | Individual masculino |                                            | CHI Esteban Mujica V 21-13,21,14          | BRA Daniel Paiola D 7-21, 8-21         | Não avançou            | Não avançou            | Não avançou            | Não avançou |
| Nelson Javier     | Individual masculino |                                            | ECU Sebastian Teran V 17-21, 21-11, 21-12 | CAN Stefan Wojcikiewicz D 13-21, 16-21 | Não avançou            | Não avançou            | Não avançou            | Não avançou |
| Veronica Vivieca  | Individual feminino  | BRA Lohaynny Vicente D 14-21, 21-19, 24-26 | Não avançou                               | Não avançou                            | Não avançou            | Não avançou            | Não avançou            | Não avançou |
| Cabrera Orosameli | Individual feminino  |                                            | GUA Ana Lucia de Leon D 12-21, 8-21       | Não avançou                            | Não avançou            | Não avançou            | Não avançou            | Não avançou |

### Boliche
Duplas
| Atletas                          | Evento    | 1ª série | 1ª série | Final | Final |
| Atletas                          | Evento    | Res.     | Pos.     | Res.  | Pos.  |
| -------------------------------- | --------- | -------- | -------- | ----- | ----- |
| Rolando Sebelen Manuel Fernandez | Masculino | 2.343    | 7º       | 4.739 | 8º    |
| Maria Vilas Aura Guerra Lopez    | Feminino  | 2.186    | 8º       | 4.586 | 6º    |

### Levantamento de peso
Masculino
| Atleta            | Categoria | Resultado (kg) | Resultado (kg) | Resultado (kg) | Posição |
| Atleta            | Categoria | Arranque       | Arremesso      | Total          | Posição |
| ----------------- | --------- | -------------- | -------------- | -------------- | ------- |
| Jose Peguero      | Até 62 kg | 124            | 140            | 264 kg         | 4º      |
| Juan Peni Mejía   | Até 69 kg | 130            | 163            | 293 kg         | 5º      |
| Francis Sido      | Até 77 kg | 131            | 160            | 291 kg         | 7º      |
| Evaristo Gonzalez | Até 85 kg | 145            | 175            | 320 kg         | 6º      |

Feminino
| Atleta               | Categoria     | Resultado (kg) | Resultado (kg) | Resultado (kg) | Posição |
| Atleta               | Categoria     | Arranque       | Arremesso      | Total          | Posição |
| -------------------- | ------------- | -------------- | -------------- | -------------- | ------- |
| Carolanni Reyes Pozo | Até 48 kg     | 70             | 87             | 157 kg         | 4º      |
| Georgina Silvestre   | Até 48 kg     | 70             | 82             | 152 kg         | 6º      |
| Yuderquis Contreras  | Até 53 kg     | 96             | 110            | 206 kg         |         |
| Yineisy Reyes        | Até 53 kg     | 88             | 95             | 183 kg         | 4º      |
| Veronica Saladin     | Mais de 75 kg | 107            | 125            | 232 kg         | 4º      |
| Rosa Matos           | Mais de 75 kg | 98             | 125            | 223 kg         | 5º      |

### Lutas
Livre
| Atleta              | Evento              | Oitavas de final       | Quartas de final              | Semifinais              | Repescagem             | Final                                          | Pos.        |
| Atleta              | Evento              | Adversário e resultado | Adversário e resultado        | Adversário e resultado  | Adversário e resultado |                                                | Pos.        |
| ------------------- | ------------------- | ---------------------- | ----------------------------- | ----------------------- | ---------------------- | ---------------------------------------------- | ----------- |
| Juan Ramírez Beltre | Até 55 kg masculino | Bye                    | GUA Luis Orantes V 7-0, 3-0   | ECU Juan Valverde V 6-1 |                        | USA Obenson Blance V 1-0, 2-1                  |             |
| Gabriel Garcia      | Até 60 kg masculino | Bye                    | PUR Franklin Gomez D 0-4, 0-4 |                         | Bye                    | Disputa do bronze: CUB Yowlys Bonne D 0-4, 3-3 | Não avançou |

### Tiro com arco
| Atleta     | Evento              | Qualificatória | Qualificatória | Fase de 32             | Oitavas de final       | Quartas de final       | Semifinais             | Final                  | Pos.        |
| Atleta     | Evento              | Pts.           | Pos.           | Adversário e resultado | Adversário e resultado | Adversário e resultado | Adversário e resultado | Adversário e resultado | Pos.        |
| ---------- | ------------------- | -------------- | -------------- | ---------------------- | ---------------------- | ---------------------- | ---------------------- | ---------------------- | ----------- |
| Lya Solano | Individual feminino | 1249           | 17º            | CUB Larisa Pagan D 5-6 | Não avançou            | Não avançou            | Não avançou            | Não avançou            | Não avançou |

Legenda
| Recorde mundial                  | Recorde mundial (World record)               |                       | Recorde africano                      | Recorde africano (African) |                                           | Q | Classificado por posição (Qualified) |
| Recorde dos Jogos Pan-Americanos | Recorde pan-americano (Pan-American record)  | Recorde da América    | Recorde da América (Americas)         | q                          | Classificado por melhor tempo (Qualified) |   |                                      |
| Melhor marca do ano              | Melhor marca do ano (World leading)          | Recorde asiático      | Recorde asiático (Asian)              | DNS                        | Não largou (Did not start)                |   |                                      |
| Recorde nacional                 | Recorde nacional (National record)           | Recorde europeu       | Recorde europeu (European)            | DNF                        | Não terminou (Did not finish)             |   |                                      |
| Recorde pessoal                  | Recorde pessoal do atleta (Personal best)    | Recorde da Oceania    | Recorde da Oceania (Oceania)          | DSQ / DQ                   | Desclassificado (Disqualified)            |   |                                      |
| Recorde da temporada             | Recorde da temporada do atleta (Season best) | Recorde sul-americano | Recorde sul-americano (South America) | NM                         | Sem marca (No mark)                       |   |                                      |